# Camponotus amamianus
Camponotus amamianus är en myrart som beskrevs av Mamoru Terayama 1991. Camponotus amamianus ingår i släktet hästmyror, och familjen myror. Inga underarter finns listade.